# 4298 Хорхенуньєс
4298 Хорхенуньєс (4298 Jorgenunez) — астероїд головного поясу, відкритий 17 листопада 1941 року.
Тіссеранів параметр щодо Юпітера — 3,169.